# Абрамов Едуард Михайлович
Едуа́рд Миха́йлович Абра́мов (рос. Эдуард Михайлович Абрамов; нар. 3 квітня 1938, Усть-Каменогорськ, Казахстан) — російський поет, прозаїк, перекладач. Член Національної спілки письменників України (від 6 травня 2003 року).

## Біографія
Закінчив юридичний факультет Алма-Атинського університету та Вищу партійну школу при ЦК КПРС.
Працює директором Феодосійського відділення Літфонду Криму, заступником редактора журналу «Черное море».
Нагороджений медалями.

## Творчість
Пише російською мовою. Перші вірші опублікував 1960 року в Алма-Аті. Автор поетичних збірок «Феодосія — місто біля моря» (рос. «Феодосия — город у моря»), «Феодосійська хвиля» (рос. «Феодосийская волна»); прозових книжок «Дорога життя» (рос. «Дорога жизни»), «На вулиці Надії» (рос. «На улице Надежды»).
Написав продовження «Євгенія Онєгіна» Олександра Пушкіна та «Тихого Дону» Михайла Шолохова. В останньому романі Абрамов продовжив життя головного героя Григорія Мелєхова на 30 років: той пройде заслання, війну, встигне побути головою рідного колгоспу й помре в один рік зі Сталіним. Мелєхов попросив поховати його поруч із Аксиньєю. Абрамов також розповів у продовженні роману історію життя Шолохова: 1941 року письменник навіть зустрівся зі своїм героєм у Кремлі, де Шолохов і Мелєхов 7 листопада випили разом зі Сталіним за перемогу.
Переклав російською мовою всі сонети Вільяма Шекспіра (видано 2006 року в Сімферополі).